# Menjamel de l'illa de Bougainville
El menjamel de l'illa de Bougainville (Stresemannia bougainvillei) és un ocell de la família dels melifàgids (Meliphagidae) i única espècie del gènere Stresemannia Meise, 1950.

## Hàbitat i distribució
Habita els boscos de les muntanyes de l'illa de Bougainville, a les Salomó nord-occidentals.